# یکاترینا آندریوشینا
یکاترینا آندریوشینا (روسی: Екатерина Серге́евна Андрюшина؛ زادهٔ ۱۷ اوت ۱۹۸۵) بازیکن هندبال اهل روسیه است.